# Kaycee
Kaycee és una població dels Estats Units a l'estat de Wyoming. Segons el cens del 2000 tenia 249 habitants.

## Demografia
Segons el cens del 2000, Kaycee tenia 249 habitants, 103 habitatges, i 69 famílies. La densitat de població era de 369,8 habitants/km².
Dels 103 habitatges en un 36,9% hi vivien nens de menys de 18 anys, en un 57,3% hi vivien parelles casades, en un 6,8% dones solteres, i en un 33% no eren unitats familiars. En el 31,1% dels habitatges hi vivien persones soles el 12,6% de les quals corresponia a persones de 65 anys o més que vivien soles. El nombre mitjà de persones vivint en cada habitatge era de 2,42 i el nombre mitjà de persones que vivien en cada família era de 3,04.
Per edats la població es repartia de la següent manera: un 28,1% tenia menys de 18 anys, un 5,2% entre 18 i 24, un 28,1% entre 25 i 44, un 26,5% de 45 a 60 i un 12% 65 anys o més.
L'edat mediana era de 37 anys. Per cada 100 dones de 18 o més anys hi havia 84,5 homes.
La renda mediana per habitatge era de 33.056 $ i la renda mediana per família de 40.250 $. Els homes tenien una renda mediana de 25.833 $ mentre que les dones 21.875 $. La renda per capita de la població era de 16.584 $. Entorn del 10,9% de les famílies i el 14,6% de la població estaven per davall del llindar de pobresa.

## Poblacions més properes
El següent diagrama mostra les poblacions més properes.